# Tiru Kidul
Tiru Kidul is een bestuurslaag in het regentschap Kediri van de provincie Oost-Java, Indonesië. Tiru Kidul telt 4465 inwoners (volkstelling 2010).